# Lari la live!
Lari la live! es el primer álbum en vivo de Dorso.

## Lista de temas
- 1. Vampire of the Night
- 2. Nasty Ritual
- 3. Abducción
- 4. Críptica Visión
- 5. La Mansión del Dr. Mortis
- 6. Alquimia y Búsqueda
- 7. Hidra
- 8. Horrible Sacrifice
- 9. El Espanto Surge de la Tumba
- 10. Chupacabras
- 11. Deadly Pajarraco
- 12. Expelido del Vientre
- 13. Disco Blood

## Line-up
- Rodrigo Cuadra – Voz, bajo
- Álvaro Soms – Guitarra
- Marcelo Naves – Batería

- Datos: Q5970091